# Daniel Nizri
Daniel Nizri est un médecin français, cancérologue. Il est président de la Ligue nationale contre le cancer depuis 2021.

## Biographie
Daniel Nizri commence sa carrière aux Hôpitaux de Paris, dans les services de radiothérapie et d’oncologie médicale de la Pitié-Salpêtrière. Il est agent hospitalier en 1972/1972 puis interne des hôpitaux en 1974/1975.
Entre 2005 et 2008 il est conseiller pour la mise en place du Plan cancer. En 2011, il est nommé  au poste d'inspecteur général des affaires sociales au ministère des Affaires sociales et de la Santé.
Il a été nommé président du Programme national nutrition santé en 2019 par Olivier Véran, ministre des Solidarités et de la Santé.
Il succède à Axel Kahn au poste de président de la Ligue nationale contre le cancer, dont il était vice-président. Il avait assuré l'intérim depuis le 1er juin 2021.

## Prises de position
En juillet 2021, il alerte sur les conséquences sur la situation des malades du cancer de la crise sanitaire du Covid-19, entraînant des retards de diagnostic et de traitement.

## Distinctions
Il a reçu en 1994 le prix de l’Académie nationale de médecine pour son ouvrage Tomodensitométrie abdominale et pelvienne,.